# Chicago II
Chicago II (soms alleen Chicago genoemd) is het tweede studioalbum van de Amerikaanse band Chicago.

## Beschrijving
Ook dit album bevat een mix van rockmuziek en bigbandjazzinvloeden; het is minder experimenteel dan zijn voorganger. Het album kon al snel na het uitkomen van het debuutalbum uitgegeven worden, aangezien bij de oprichting de leden al dertig composities hadden klaarliggen.

## Musici
Deze zijn ongewijzigd ten opzichte van het vorig album:
- Robert Lamm – toetsen, zang;
- Terry Kath – gitaar, zang
- Peter Cetera – basgitaar, zang
- Walter Parazaider – saxofoon en dwarsfluit; zang
- Lee Loughnane – trompet en zang
- James Pankow – trombone;
- Daniel Seraphine – slagwerk;
- James William Guercio – geen instrument, maar heeft een heel grote invloed op de klank.

## Composities
Cd 1
1. Movin' in (Pankow) (4:05)
2. The road (Kath) (3:10)
3. Poem for the people (Lamm) (5:30)
4. In the country (Kath)(6:33)
5. Wake up sunshine (Lamm) (2:29)
6. Make me smile (Pankow) (3:15)(*)
7. So much to say, so much to give (Pankow) (1:12)
8. Anxiety's moment (Pankow) (1:00)
9. West Virginia Fantasies (Pankow) (1:33)
10. Colour my world (Pankow) (2:59)(*)
11. To be free (Pankow) (1:15)
12. Now more than ever (Pankow) (1:26)

Cd 2
1. Fancy colours (Lamm) (5:10)
2. 25 or 6 to 4 (Lamm) (4:50)(*)
3. Prelude (Kath- orkestratie:Peter Matz) (1:09)
4. A.M. Mourning (Kath-Matz) (2:05)
5. P.M. Mourning (Kath-Matz) (1:58)
6. Memories of love (Kath)(3:59)
7. It better end soon, deel 1 (Lamm) (2:33)
8. It better end soon, deel 2 (Parazaider, Lamm) (3:41)
9. It better end soon, deel 3 (Kath, Lamm) (3:18)
10. It better end soon, deel 4 (Lamm) (0:51)
11. Where do we go from here (Cetera) (2:48)

(*) Uitgegeven als singles. Tracks 6-12 van cd 1 vormen samen Ballett for a girl in Buchanon; tracks 3-6 van cd 2 vormen samen Memories of love suite en zijn voor het eerst geschreven door iemand van buiten de band; track 7-10 vormen de It better end soon suite, de laatste track is de eerste compositiebijdrage van Cetera, die later met andere Chicagosongs doorbrak. 25 or 6 to 4, gaat over het schrijven van een liedje door Peter Lamm 's morgens vroeg (om 25 of 26 minuten voor 4).
In eerste instantie werd ook dit album als dubbel-cd uitgegeven, terwijl het makkelijk op één cd had gekund. In 1987 had men nog niet al te veel vertrouwen in cd's met langere speelduur, men hield het graag parallel met de lp's. In 2002 kwam een geremasterde versie uit, die wel verscheen als één schijfje, met aanvulling van twee bonustracks, de single-uitvoeringen van 25 or 6 to 4 en Make me smile. Alhoewel de populariteit in de Verenigde Staten en Japan het grootst was, verkochten de twee singles ook in Nederland goed (12 respectievelijk 13e plaats in Top 40).